# Enrico Macias
Enrico Macias, nome artístico de Gaston Ghrenassia (Constantina, 11 de dezembro de 1938), é um cantor e compositor francês nascido na então Argélia francesa. Ficou mundialmente famoso a partir dos anos 1960, quando, após a independência da Argélia, a situação no país tornou-se difícil para pessoas de origem judaica e europeia e ele se viu forçado a mudar-se com sua família para a França em 1961. Ele tornou-se um dos artistas francófonos de maior sucesso, gozando de fama internacional, porém nunca mais pode retornar ao seu país natal.
Macias é conhecedor de variados idiomas, e, ao longo de sua carreira, gravou canções em francês, italiano, espanol, hebraico, turco, grego, inglês, armênio, árabe, berbere, yiddish e alguns outros dialetos.
Enrico Macias é viúvo (sua esposa Suzy Leyris, com quem se casou no início dos anos 1960, morreu em dezembro de 2008 - seu álbum de 1993 À Suzy é dedicado a ela). Tem uma filha, Jocya Macias, e um filho que tornou-se produtor musical, Jean-Claude Ghrenassia.

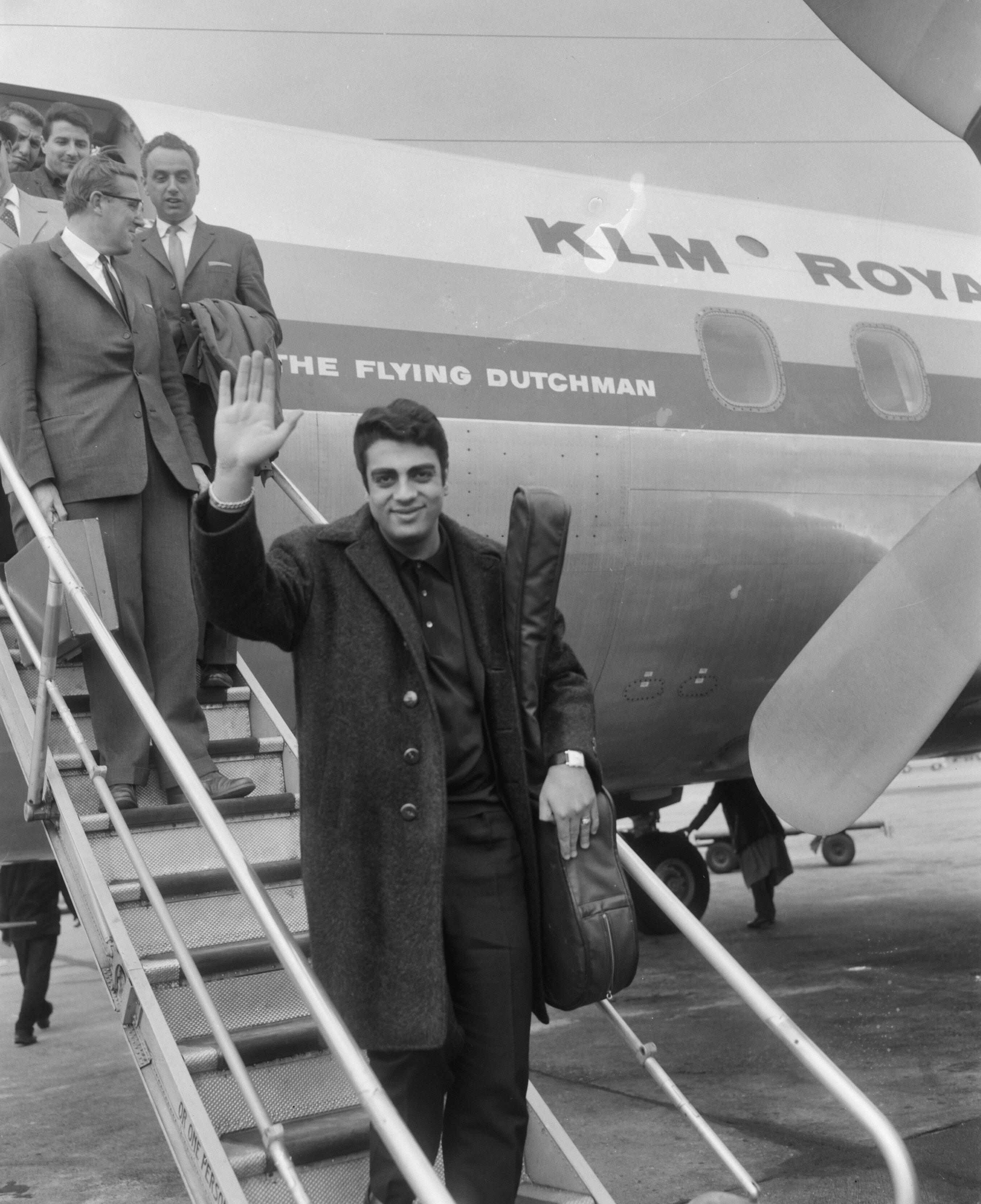
Macias em 1965

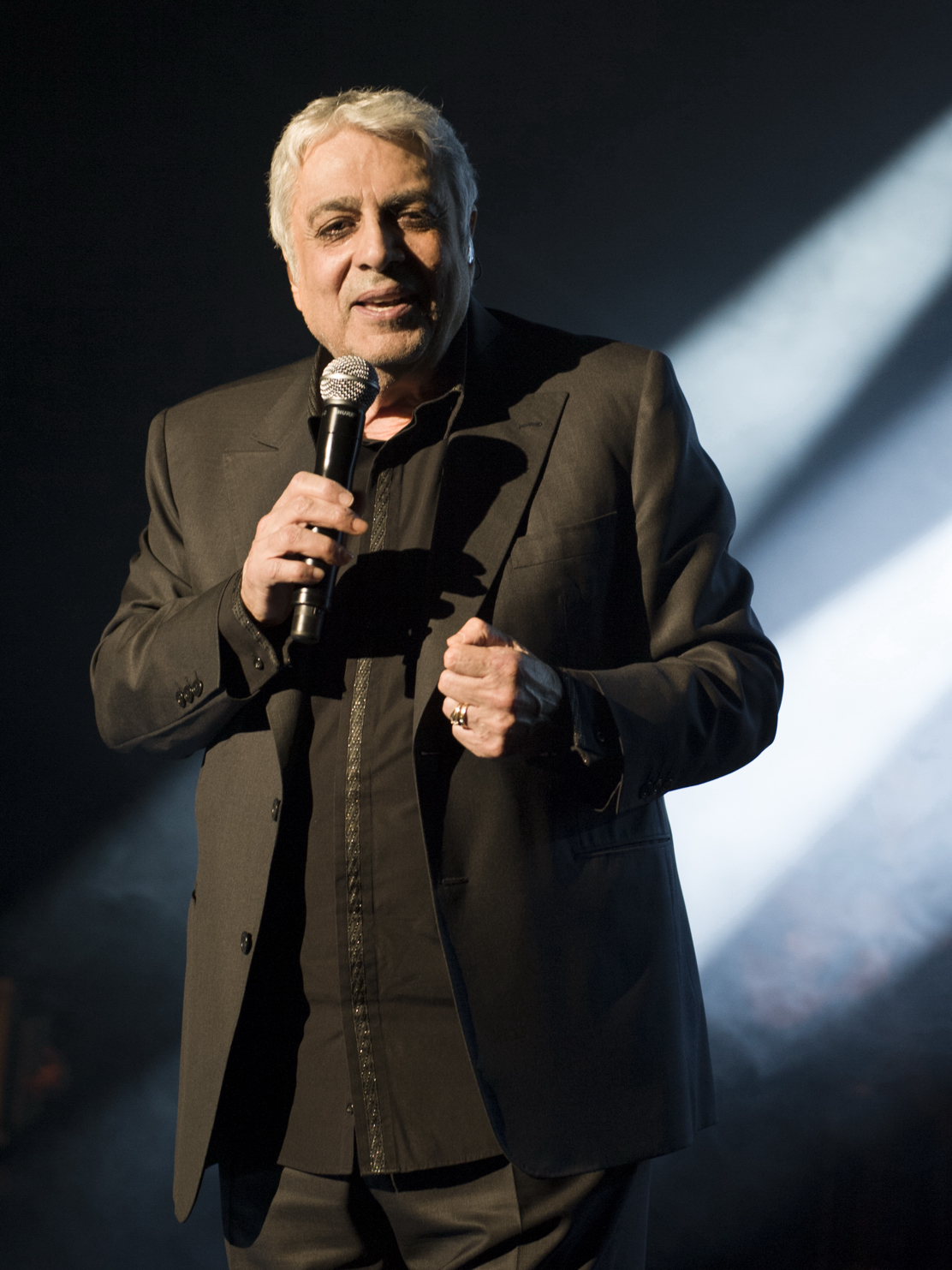
Macias em abril de 2016

## Discografia

#### Álbuns de estúdio
- 1963 : Un soir d'été, 25 cm, Pathé
- 1964 : Olympia
- 1966 : 12 nouvelles chansons
- Cartaz anunciando o cantor Enrico Macias e a cantora brasileira Elis Regina, no Olympia, em 1968. Arquivo Nacional.1968 : Olympia 68
- 1968 : Un rayon de soleil
- 1969 : Bravo  Enrico

Cartaz anunciando o cantor Enrico Macias e a cantora brasileira Elis Regina, no Olympia, em 1968. Arquivo Nacional.

- 1970 : 68-70  De musique en musique
- 1971 : Un grand amour
- 1972 : A la face de l'humanité
- 1972 : Au Japon
- 1972 : Pour mes amis du Japon
- 1973 : Un homme a traversé la mer
- 1974 : En direct de l'Olympia
- 1975 : Mélisa
- 1976 : La fête à l'Olympia
- 1977 : Aimez vous les uns les autres
- 1977 : Le violon de mon père
- 1979 : En Egypte
- 1979 : Ou la poésie de la Méditerranée
- 1980 : La France de mon enfance
- 1981 : Un berger vient de tomber
- 1982 : Olympia
- 1983 : Un homme comme toi
- 1984 : Générosité
- 1985 : Enregistrement public
- 1986 : Mon chanteur préféré
- 1989 : Macias
- 1991 : Enrico
- 1993 : A Suzy
- 1995 : Et Johnny  chante l'amour
- 1995 : Olympia
- 1999 : Hommage à Chiekh Raymond
- 2003 : Olympia
- 2003 : Oranges amères
- 2006 : La vie populaire
- 2011 : Voyage d'une mélodie
- 2012 : Venez tous mes amis !
- 2016 : Les clefs

#### Álbuns ao vivo / compilações
- 1974 : Vous les femmes
- 1975 : 62-67
- 1989 : Olympia 89
- 1990 : Disque d'Or
- 1992 : Le plus grand bonheur du monde
- 1996 : La Fête à l'Olympia
- 2003 : Les Indispensables de Enrico Macias
- 2003 : Concerts Musicorama
- 2006 : Olympia 2003
- 2006 : Les Concerts Exclusifs Europe
- 2008 : Platinum Collection